# Піщане (Куп'янський район, село)
Піща́не — село в Україні, у Петропавлівській сільській громаді Куп'янського району Харківської області. Населення становить 528 осіб. До 2020 орган місцевого самоврядування — Піщанська сільська рада.

## Географія
Село Піщане розташоване на березі річки Піщана, вище за течією за 2 км розташоване село Табаївка, вище за течією на відстані 6 км розташоване село Колісниківка.

## Історія
Слобода засновувалась пізніше від ряду інших на Куп'янщині. Та родючість навколишніх земель, щедрість лук у заплаві невеликої річки Піщанки, працьовитість перших поселенців сприяли тому, що вона дуже швидко зростала і розвивалась. На початку ХІХ століття це вже волосний центр Куп'янського повіту.
Наявність церкви сприяла тому, що тут збиралися ярмарки, які в той час були відчутними моторами зміцнення місцевої економіки і поліпшення господарювання. Особливістю тутешніх ярмарків була більш жвава торгівля кіньми, ніж на інших ближніх ярмарках. Однією з причин цього було розташування в недалекому Новокатеринославі (нинішнє Сватове) першої кірасирської дивізії військових поселень. Командування дивізії старалося збути вибракуваних, а придбати більш придатних коней.
12 червня 2020 року, відповідно до Розпорядження Кабінету Міністрів України  № 725-р «Про визначення адміністративних центрів та затвердження територій територіальних громад Харківської області», увійшло до складу Петропавлівської сільської громади.
19 липня 2020 року, в результаті адміністративно - територіальної реформи та ліквідації колишнього Куп'янського району, село увійшло до складу Куп'янського району Харківської області.

## Населення

### Мова
Розподіл населення за рідною мовою за даними перепису 2001 року:
| Мова       | Кількість | Відсоток |
| ---------- | --------- | -------- |
| українська | 206       | 86.55%   |
| російська  | 31        | 13.03%   |
| вірменська | 1         | 0.42%    |
| Усього     | 238       | 100%     |

## Культура
Після війни, в 1949 році в Піщаному відкрили перший клуб в пристосованому приміщенні колишнього магазину. Завідувачем клубу став Лофицький Ілля Іванович. За його ініціативи одну кімнату в клубі обладнали під бібліотеку. Першим бібліотекарем був Трембак Володимир Семенович. Спочатку література була закуплена Куп'янським відділом культури,  потім кошти виділяла Піщанська сільська рада.
В жовтні 1966 року в Піщаному відкрили новий Будинок культури, в якому були приміщення для гурткової роботи та бібліотеки. В той час її фонд налічував більше 10000 екземплярів. В 1976 році в бібліотеку пришла працювати Авдієнко Зінаїда Іванівна. Вона й до цього часу очолює бібліотеку. 42 роки свого життя Зінаїда Іванівна віддала книгам. В 1977 році Піщанська бібліотека стала філією Куп'янської централізованої бібліотечної системи.
На сьогодні бібліотека займає дві просторі кімнати в приміщенні сільської ради. Налагоджено роботу бібліотечного пункту в селі Берестове Піщанської сільської ради. Читачами бібліотеки є більш як 250 жителів Піщаного та ближніх сіл, фонд бібліотеки складає 9532 екземпляри. В бібліотеці працює дитячий гурток прикладної творчості «Зроби сам».

## Економіка
- Вівце-товарна ферма.